# Дэвис, Ричард (бас-гитарист)
Ричард Дэвис (англ. Richard Davis; 15 апреля 1930, Чикаго, Иллинойс — 6 сентября 2023, Мэдисон, Висконсин, Соединённые Штаты) — американский джазовый бас-гитарист. Получил известность благодаря участию в записи таких пластинок, как Out to Lunch! Эрика Долфи, Point of Departure Эндрю Хилла, Astral Weeks Вана Моррисона и Born to Run Брюса Спрингстина. Музыкальный критик Грейл Маркус писал (в книге Rolling Stone Illustrated History of Rock and Roll): «Ричард Дэвис исполнял величайшие басовые партии, когда-либо звучавшие на рок-альбомах».

## Биография
Родился 15 апреля 1930 года в Чикаго, штат Иллинойс. Начал музыкальную карьеру играя на бас-гитаре в семейном вокальном трио, вместе со своими братьями. В старших классах изучал игру на контрабасе у Уолтера Дайетта, который был его учителем по теории музыки и руководителем их семейной группы. В те же годы, выступал в составе Чикагском молодёжном симфоническом оркестре (тогда известном как Молодёжный оркестр Большого Чикаго), сыграв на его первом выступлении — в Чикагском оркестровом зале 14 ноября 1947 года. После окончания средней школы продолжил изучение контрабаса у Рудольфа Фахсбендера из Чикагского симфонического оркестра, параллельно посещая музыкальный колледж Вандеркука.
После окончания колледжа начал выступать в местных танцевальных группах. Благодаря общим знакомым подружился с пианистом Доном Ширли. В 1954 году они с переехали в Нью-Йорк и выступали вместе до 1956 года, после чего Дэвис присоединился к оркестру Сотера-Финегана. В 1957 году он был приглашён в группу певицы Сары Воан, с которой гастролировал и записывался до 1960 года.
В 1960-е годы Дэвис пользовался большим спросом как сессионный музыкант. Он работал со многими джазовыми исполнителями, в том числе с Эриком Долфи, Джаки Байардом, Букером Эрвином, Эндрю Хиллом, Элвином Джонсом и Колом Чейдером. С 1966 по 1972 год был участником оркестра Тэда Джонса/Мела Льюиса. Помимо этого, выступал с Доном Себески, Оливером Нельсоном, Фрэнком Синатрой, Майлзом Дэвисом, Декстером Гордоном, Джо Хендерсоном и Ахмадом Джамалом.
В 1970-х Дэвис активно сотрудничал с поп- и рок-музыкантами, поучаствовав в записи альбомов Smile Лоры Ниро, Astral Weeks Вана Моррисона (чьей группой Дэвис фактически руководил во время студийных сессий), Greetings from Asbury Park, N.J. и Born to Run Брюса Спрингстина. Помимо этого, на протяжении всей своей карьеры, он исполнял классическую музыку с одними из самых известных дирижёров страны: Игорем Стравинским, Леонардом Бернстайном, Пьером Булезом, Леопольдом Стоковским, Джорджем Селлом и Гюнтером Шуллером.
Прожив 23 года в Нью-Йорке, в 1977 году переехал в Висконсин и стал профессором местного университета, где преподавал технику игры на бас-гитаре, историю джаза и теорию импровизации. Среди его бывших учеников числятся Уильям Паркер, Дэвид Эфросс, Сандор Остлунд, Ханс Штурм, Алекс Калфаян, Райан Максвелл и Карл Э. Х. Зигфрид.
Ричард Дэвис скончался 6 сентября 2023 года, в возрасте 93 лет, после двух лет пребывания в хосписе.
Лауреат «Грэмми» Иэн Бреннан написал некролог для Дэвиса в журнале Tape Op Magazine, отметив, что его бас-гитара являлась движущей силой культового Astral Weeks.

## Награды
- Лучший бас-гитарист десятилетия, Downbeat (по версии международного пула критиков) (1967—74)[6]
- Мастер джаза Национального фонда искусств (2014)[11]

## Дискография
- Heavy Sounds (Impulse!, 1967), совместно с Элвином Джонсом
- Muses for Richard Davis (MPS, 1969)
- The Philosophy of the Spiritual (Cobblestone, 1971)
- Epistrophy & Now's the Time (Muse, 1972)
- Dealin' (Muse, 1973)
- As One (Muse, 1976)
- Fancy Free (Galaxy, 1977)
- Divine Gemini (SteepleChase, 1978), совместно с Уолтом Дикерсоном[англ.]
- Harvest (Muse, 1977 [1979])
- Way Out West (Muse, 1977 [1980])
- Tenderness (SteepleChase, 1977 [1985]), совместно с Уолтом Дикерсоном
- Persia My Dear (DIW, 1987)
- Body and Soul (Enja, 1989 [1991]), совместно с Арчи Шеппом
- The Bassist: Homage to Diversity (Palmetto, 2001)